# Beweegtuin

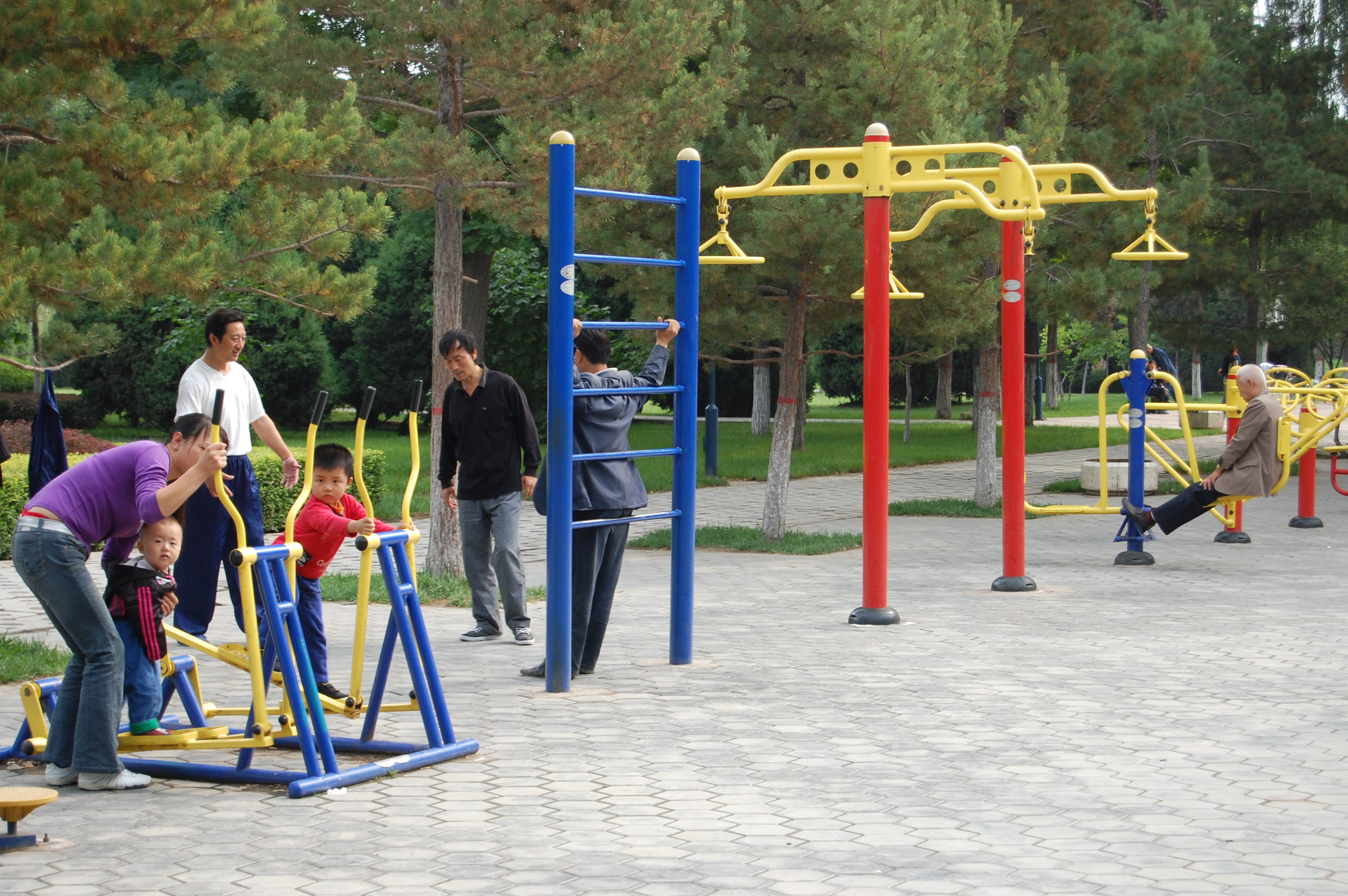
Een beweegtuin in Lanzhou, China.

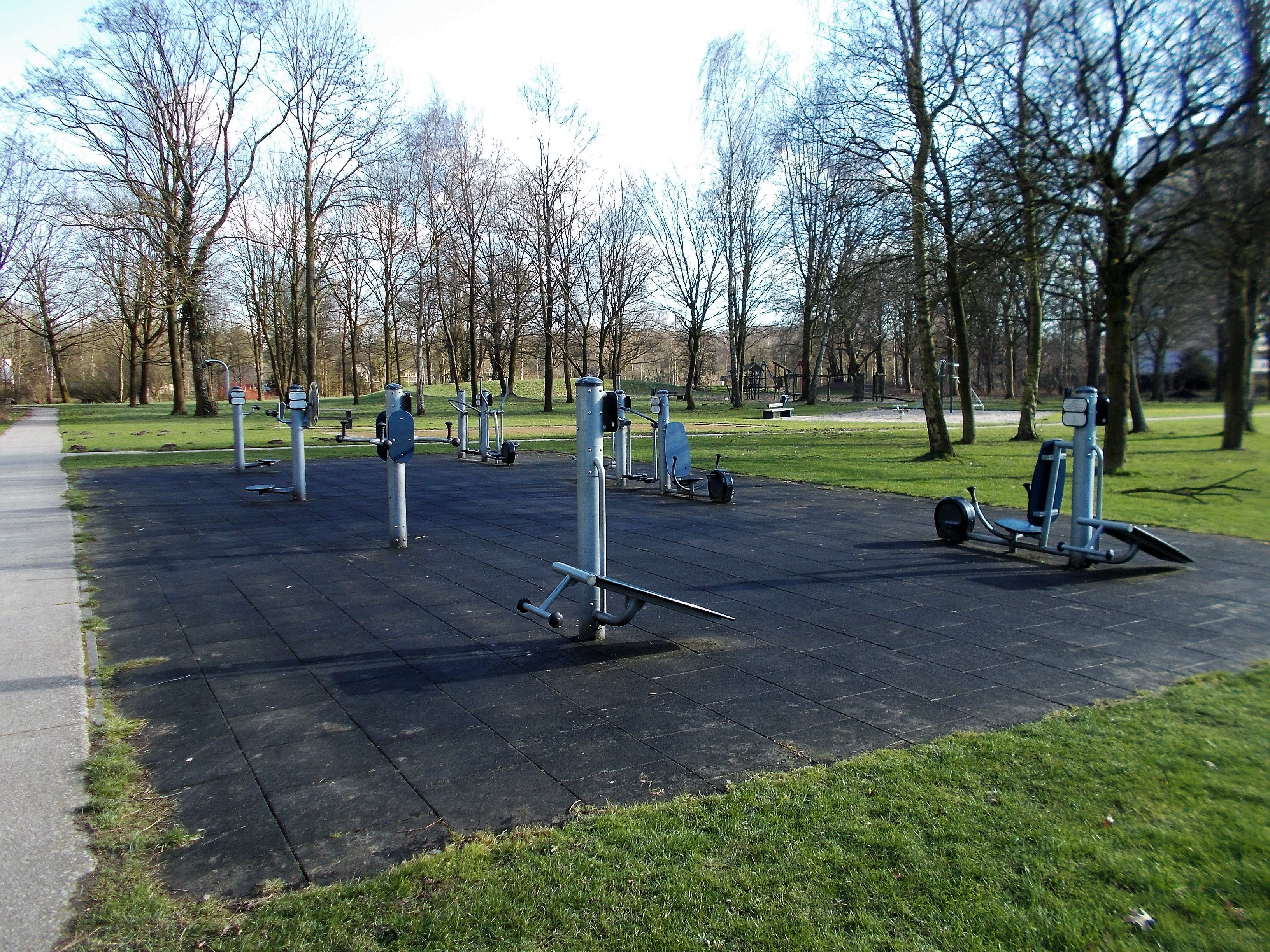
Park tussen hoogbouwflats in Deventer met mogelijkheden tot bewegen.

Een beweegtuin is een plek in een park of plantsoen waar plaats is ingeruimd voor fitnessapparaten. In Nederland zijn ze vaak gesitueerd bij complexen waar veel ouderen wonen om ouderen, bejaarden en anderen gelegenheid te geven met behulp van toestellen lichamelijke oefeningen te doen in de buitenlucht.

## Oorsprong
Mensen die gezamenlijk of individueel lichamelijke oefeningen doen in de openbare ruimte is in de Volksrepubliek China al vele jaren gebruikelijk. Om dit nog meer aan te moedigen plaatste de overheid in veel parken of plantsoenen sportapparaten die daarvoor gebruikt kunnen worden. 
Begin eenentwintigste eeuw werden ook in andere landen, zoals Duitsland en Spanje, dergelijke openluchtbeweegplaatsen aangelegd.

## Situatie in Nederland en België
In 2008 werd in Rotterdam bij wijze van experiment een beweegtuin geopend. In de jaren daarna werden ook in veel andere plaatsen oefengelegenheden aangelegd. Door overheden en weldadigheidsfondsen worden subsidies verstrekt aan organisaties die buiten fitness-apparatuur willen plaatsen.
Ook in België zijn beweegfaciliteiten aangelegd. In Roeselare is in 2015 een project georganiseerd waarbij een vijftal oefentoestellen om de zes weken verplaatst werden naar een andere locatie. Dit project werd financieel ondersteund door het VIGeZ.